# Cecilia Eusepi
Cecilia Eusepi (Monte Romano, 17 febbraio 1910 – Nepi, 1º ottobre 1928) è stata dichiarata venerabile il 1º giugno 1987 da papa Giovanni Paolo II e beata da papa Benedetto XVI il 17 giugno 2012.

## Biografia
Ad un mese e mezzo dalla nascita rimase orfana del padre, che prima di morire l'affidò alle cure dello zio materno Filippo Mannucci. Nel 1915, insieme alla madre, Paolina, e allo zio si stabilì nella cittadina di Nepi, nella tenuta "La Massa" (a qualche kilometro dal centro). All'età di cinque anni, per la sua formazione scolastica, Cecilia venne affidata come convittrice alle cure delle monache cistercensi, dove rimase fino al 1923. Nel 1922 si iscrisse all'Azione Cattolica e aderì al Terz'Ordine dei Servi di Maria (oggi denominato Ordine Secolare Servi di Maria, OSSM). Ricevette lo scapolare nella chiesa di San Tolomeo ai Servi il 14 febbraio 1922, assumendo il nome (religioso) di Suor Maria Angela. Nel 1923 a Pistoia entrò come "probanda" fra le Suore Mantellate Serve di Maria dopo notevoli difficoltà a causa della giovane età. Vi rimase tre anni, nei quali le vennero affidate anche alcune classi di asilo col ruolo di educatrice. Tuttavia la sua permanenza a Pistoia durò poco a causa della salute, che iniziò a compromettersì nell'estate del '26 (le vennero diagnosticate una peritonite e un'infiammazione ai polmoni), al punto che l'11 ottobre dello stesso anno fu costretta a tornare in famiglia.
Gli ultimi due anni Cecilia li trascorse nell'isolamento de "La Massa", costretta ad una vita molto riservata e solitaria, sempre a causa della precaria stabilità delle condizioni di salute.
In quest'ultimo periodo della sua vita, incontrò Padre Gabriele M. Roschini, Servo di Maria, che, percependo l'inclinazione alla santità di Cecilia, ne fu affezionato e competente direttore spirituale. Proprio su ordine del Padre Roschini, il 29 maggio '27 Cecilia iniziò la scrittura del suo diario (terminata il 12 settembre '28) e dell'autobiografia, da lei intitolata Storia di un Pagliaccio, consegnata il 29 giugno '27.
Cecilia Eusepi morì la notte del 1º ottobre 1928, a causa di tubercolosi intestinale.
Fu tumulata nella cappella della famiglia Gregori, nel cimitero di Nepi, nel loculo in alto a destra entrando. La sua tomba ricevette crescenti visite da parte di quanti la conobbero in vita e da quanti la iniziarono a venerare come Pia Donna.

## Culto

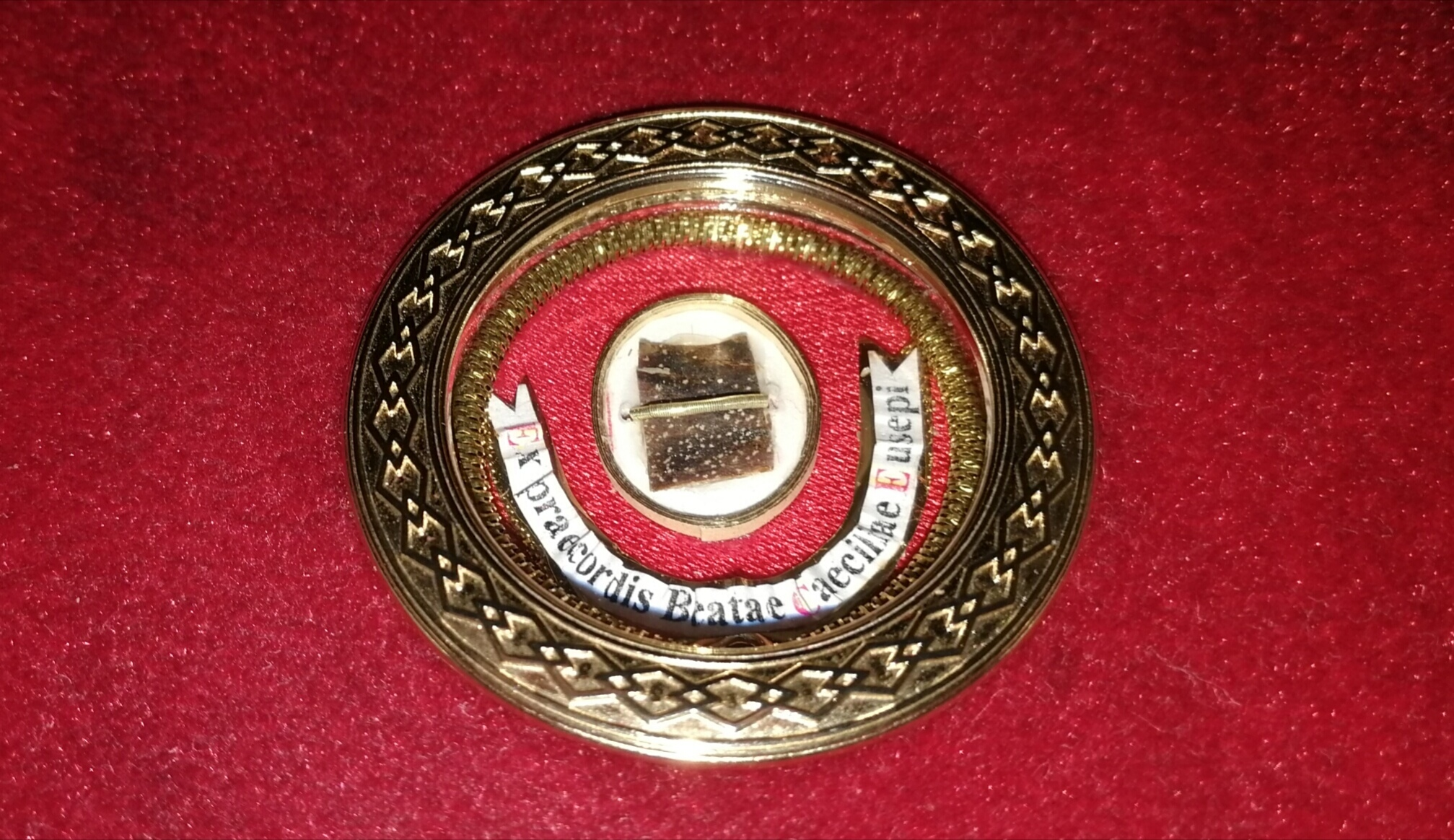
Reliquia di Cecilia Eusepi (frammento di pericardio)

Il 16 marzo 1944 le spoglie mortali di Cecilia Eusepi vennero trasferite, dalla Cappella Gregori del cimitero cittadino, nella chiesa di San Tolomeo dei Servi di Maria a Nepi; è stata dichiarata Venerabile il 1º giugno 1987 su ordine di Papa Giovanni Paolo II e Beata dal Cardinale Angelo Amato a nome di papa Benedetto XVI a Nepi il 17 giugno 2012.

## Opere
- Autobiografia e Diario, Roma, Postulazione generale dei Servi di Maria, 1991.
- Storia di un Pagliaccio (PDF), Nepi, Comunità dei Servi di Maria in San Tolomeo, 2017.